# Saint-Nazaire-les-Eymes
 Saint-Nazaire-les-Eymes  es una población y comuna francesa, en la región de Ródano-Alpes, departamento de Isère, en el distrito de Grenoble y cantón de Saint-Ismier.

## Demografía
| 507 | 728 | 1302 | 1684 | 1940 | 2342 |
| Para los censos de 1962 a 1999 la población legal corresponde a la población sin duplicidades (Fuente: INSEE [Consultar]) |     |      |      |      |      |

Forma parte de la aglomeración urbana de Grenoble.